# St. Matthias (Sötenich)
St. Matthias ist eine römisch-katholische Pfarrkirche in Sötenich, einem Ortsteil der Gemeinde Kall im Kreis Euskirchen in Nordrhein-Westfalen. Sie steht unter dem Patronat des hl. Matthias (Gedenktag 24. Februar) und wurde von 1951 bis 1953 nach Plänen von Alfons Leitl erbaut.
Zur Pfarre zählt neben Sötenich auch Rinnen mit der Kapelle St. Michael.

## Geschichte
Sötenich gehörte ursprünglich zur Pfarre Keldenich und verfügte bereits im 16. Jahrhundert über eine eigene Kapelle. Für das Jahr 1536 ist belegt, dass der Priester Symon Buff hier einmal wöchentlich die Heilige Messe zelebrierte. Diese wöchentliche Messfeier bestand auch noch 1676. Kapellenpatron war zunächst der hl. Quirinus, im Verlauf des 19. Jahrhunderts trat der heutige Patron Matthias an seine Stelle. 

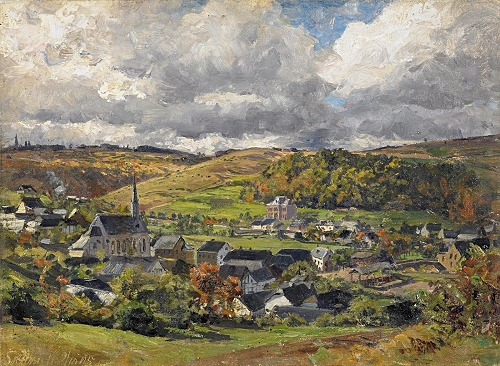
Sötenich mit der Kirche von 1872, auf einem Gemälde von Fritz von Wille (1895)

Über die im 16. Jahrhundert erwähnte Kapelle ist nicht viel überliefert. Sie wurde 1872 mit Ausnahme des Chores abgerissen. An den Chor wurde anschließend ein neues Kirchenschiff im Stil der Neugotik mit Dachreiter errichtet.
1875 erhielt die Kapellengemeinde Sötenich eine eigene Vermögensverwaltung und 1899 das Recht der Taufspendung in der Kapelle. Ab 1914 durften auch die Exequien in der Kapelle gehalten und die Toten auf einem eigenen Friedhof bestattet werden, sodass der Weg zum Pfarrort Keldenich entfiel. 1922 schlug der damalige Erzbischof von Köln, Karl Joseph Kardinal Schulte, vor Sötenich mit dem zur Pfarre Sistig gehörende Rinnen zur Pfarre zu erheben. Dies wurde damals aber von der preußischen Regierung aufgrund der geringen finanziellen Mittel der Bevölkerung abgelehnt. Am 17. März 1926 wurde Sötenich zunächst zum Rektorat erhoben, selbstständige Pfarre ist Sötenich seit dem 23. Januar 1972, das benachbarte Rinnen wurde zugleich von Sistig nach Sötenich umgepfarrt.
Die 1872 erbaute Kirche mit älterem Chor wurde bei einem Luftangriff am 6. Februar 1945 vollständig zerstört. Nach Beseitigung der Trümmer wurde am 31. Juli 1951 der Grundstein der heutigen Kirche gelegt. Nach zweijähriger Bauzeit war das neue Gotteshaus fertiggestellt und wurde am 24. September 1953 geweiht. Die Planung der heutigen Kirche lag in Händen des Architekten Alfons Leitl.

## Baubeschreibung
St. Matthias ist eine einschiffige Saalkirche aus Kalkstein im Stil der Nachkriegsmoderne mit Satteldach und schmalem Chor im Osten, der innen halbrund und außen dreiseitig geschlossen ist. Nördlich angebaut ist der Glockenturm.

## Ausstattung
Die innere Ausstattung der Bauzeit hat sich zu einem Großteil erhalten. Altar und Taufstein bestehen aus Sötenicher Kalkstein und wurden 1953 von Steinmetzmeister Hannig angefertigt. Über dem Altar hängt ein bronzenes Gabelkreuz des Künstlers Theo Akkermann aus dem Jahr 1969. Die Buntglasfenster sind Werke von Rainer Fünders aus den Jahren 1967 und 1970.

## Rektoren und Pfarrer
Folgende Priester wirkten bislang als Rektor bzw. seit 1972 als Pfarrer an St. Matthias:
- 1925–1931: Winand Lüttgens
- 1931–1936: Heinrich Thönes
- 1936–1947: Adolf Gau
- 1947–1950: Peter Lukas
- 1951–1956: Hermann Josef Stinnesbeck
- 1956–1962: Friedrich Wilhelm Rütten
- 1963–1967: Johannes Stockebrand
- 1967–1977: Benno Chrubasik
- 1978–1999: Heinz Schumacher
- Seit 1999: P. Wieslaw Kaczor SDS